# Șeptelici
Șeptelici è un comune della Moldavia situato nel distretto di Soroca di 1.086 abitanti al censimento del 2004.